# دانييلي بولفيرينو
دانييلي بولفيرينو (بالألمانية: Daniele Polverino)‏ هو لاعب كرة قدم سويسري وليختنشتاني في مركز الهجوم، ولد في 24 يناير 1976. لعب مع نادي فادوتس.

## وصلات خارجية
- دانييلي بولفيرينو على موقع قاعدة بيانات كرة القدم.إي يو (الإنجليزية)
- دانييلي بولفيرينو على موقع عالم كرة القدم.نت (الإنجليزية)